# Championnat de Belgique de football de troisième division 1976-1977
Navigation
saison précédente saison suivante
Le Championnat de Belgique de football Division 3 1976-1977 est la 48e édition du championnat de troisième niveau national de football en Belgique. Il conserve le même format que la saison précédente, à savoir deux séries de 16 équipes, qui se rencontrent deux fois chacune pendant la saison. Les deux champions sont promus en Division 2, tandis que les deux derniers de chaque série sont relégués en Promotion.
Durant cette édition, on retrouve deux trios à la bagarre en tête de chacune des poules. En "Série A", C'est le promu Izegem qui épate la galerie en prenant le meilleur envol. Le matricule 935 occupe les commandes jusqu'à mi-parcours. Au soir de la 16e journée, l'Eendracht Alost revient à égalité de points et est classé premier en raison de son plus grand nombre de victoires. Un critère qui s'avère déterminant par la suite. Les "Ajuinen" restent devant mais sans parvenir à décoller Izegem. Le troisième larron, Hoger-Op Merchtem reste mathématiquement dans la course mais est contraint d'observer en raison d'un retard qui monte à 7 points après 20 journées. Valeureux challengers, les Flandriens occidentaux d'Izegem connaissent un passage à vide qui leur est fatal au décompte final. Lors des journées no 22, no 23 et no 24, les montants s'inclinent, à domicile, lors de deux derbies provinciaux, contre Menin (0-2) et contre Lauwe (1-2), défaites séparéés d'un revers (3-0) à Merksem.
Les Alostois en ont profité pour creuser un écart de 7 unités. Lors de la 25e journée, Izegem sème le doute chez leader (4-1) alors que celui-ci vient de perdre au Racing Jet Bruxelles. La différence est retombée à 3 petits points, mais l'effet est perdu une semaine plus tard, quand les Ouest-flandriens s'inclinent à leur tour au Racing Jet. Alost reprend 5 points d'avance en battant Zele (3-0).
Il reste trois journées quand Merchtem bien que mathématiquement éliminé (-7) bat Alost (1-0). Izegem ne se fait pas piéger par Zele (1-0), et l'écart redescend à trois points. Alost est à la peine car le matricule 90 mord la poussière dans son stade Cornelis (1-3) contre Mons. Mais Izegem est cette fois accroché par le RC Tienen (0-0). À une journée de la fin, l'écart est de deux points et bien que restant sur deux revers, Alost est sacré, en raison de ses quatre victoires d'avance ! Les Oignons perdent encore une troisième fois de suite en clôture (2-1 à Oudenaarde) alors qu'Izegem digère mal d'avoir échouer de peu (partage 2-2 à Merchtem).
Dans la "Série B", KSC Hasselt, Namur et Seraing font la course en tête. Un autre trio est à l'affût mais doit céder du lest: Looi, Dessel Sport et Andenne. Après le premier tiers des compétitions, le Sporting Hasselt (14) mène devant Dessel Sport (13), Seraing (12) et le Andenne/Namur (11).
Malgré une défaite surprise, à domicile contre Beverst (2-3), Hasselt (21) Garde la cap devant la paire Seraing/Dessel (19) suivie de Namur (17), alors que les "Oursons" andennais (15) ont perdu du terrain en s'inclinant à domicile devant Hasselt et les deux Dessel.
L'entame du second tour reste favorable à Hasselt qui bat Namur (3-1) et concède un partage contre Seraing (0-0). Le matricule 37 totalise 28 unités aux deux-tiers du championnat. Seraing (25) est le premier poursuivant devant le trio Namur-Dessel Sport-Andenne (24). Lors de la 22e journée, on pense la course au titre relancée quand Geel bat le leader hasseltois (3-1). Seraing est à deux longueurs, Andenne et Namur à 3, tandis que Dessel Sport reste sur un 2 sur 8 néfaste.
Mais le faux-pas du Sporting Hasselt est le dernier. Les "Verts" engrangent les points dans les semaines suivantes. Ce n'est pas le cas des poursuivants. Seraing est accroché à Dessel Sport (0-0) puis battu à Namur (2-0). Les "Tigres" et les "Merles" perdent du terrain dans le Limbourg, respectivement à Zonhoven (0-0) et à Bree (1-1). Les Ourson andennais s'écroulent et piétinent avec un pénible 1 sur 8.
Le titre est joué lors de la 28e journée. Hasselt (41) s'impose contre Overpelt-Fabriek, pendant que Namur (36) est battu (1-0) à Geel et que Seraing est défait (2-1) à Looi Sport. Dessel Sport et Andenne partagent chacun de leur côté. Malgré un revers, contre Andenne (0-1), lors de la dernière journée, l'UR Namur conserve la 2e place.
Dans les deux séries, le maintien ne retient guère l'attention. De part et d'autre, deux formations sont sérieusement distancées, et donc le suspense ne prévaut guère.

## Changement de nom
- Le 1er juillet 1976, le White Star Beverst change son appellation officielle et devient le Wit-Ster Beverst.

## Clubs participants
Les dénominations des clubs sont celles employées à l'époque. Les matricules renseignés en gras indiquent les clubs qui existent toujours aujourd'hui.

### Série A
| #  | Nom                                       | Mat. | Ville      | Stades          | En D3 depuis    | Total en D3 | Saison précéd. |
| -- | ----------------------------------------- | ---- | ---------- | --------------- | --------------- | ----------- | -------------- |
| 1  | Royal Albert Elisabeth Club de Mons       | 44   | Mons       | Tondreau        | 1976-1977 (1re) | 42 saisons  | Division 2 14e |
| 2  | Koninklijke Merksem Sport-Club            | 544  | Merksem    | Stedelijke      | 1976-1977 (1re) | 19 saisons  | Division 2 16e |
| 3  | Royal Crossing Club de Schaerbeek         | 55   | Schaerbeek | Parc Josaphat   | 1975-1976 (2e)  | 11 saisons  | 3e Série A     |
| 4  | Koninklijke Sport-Club Menen              | 56   | Menin      | ???             | 1968-1969 (9e)  | 23 saisons  | 12e Série A    |
| 5  | Koninklijke Sport Vereniging Oudenaarde   | 81   | Audenarde  | Burg. Thienpont | 1970-1971 (7e)  | 21 saisons  | 11e Série A    |
| 6  | Koninklijke Willebroekse Sport Vereniging | 85   | Willebroek | Henry Pickery   | 1974-1975 (3e)  | 33 saisons  | 9e Série A     |
| 7  | Koninklijke Sport-Club Eendracht Aalst    | 90   | Alost      | Pierre Cornelis | 1966-1967 (11e) | 20 saisons  | 4e Série A     |
| 8  | Koninklijke Racing Club Tienen            | 132  | Tirlemont  | Julien Bergé    | 1975-1976 (2e)  | 20 saisons  | 13e Série A    |
| 9  | Koninklijke Sport Verniging Sottegem      | 225  | Zottegem   | Jules Matthys   | 1971-1972 (6e)  | 14 saisons  | 5e Série A     |
| 10 | White Star Club Lauwe                     | 535  | Lauwe      | ???             | 1965-1966 (12e) | 12 saisons  | 8e Série A     |
| 11 | Koninklijke Football Club Eendracht Zele  | 1046 | Zele       | ???             | 1973-1974 (4e)  | 4 saisons   | 7e Série A     |
| 12 | Koninklijke Hoger-Op Merchtem             | 2242 | Merchtem   | Dooren          | 1975-1976 (2e)  | 2 saisons   | 2e Série A     |
| 13 | Racing Jet Bruxelles                      | 4549 | Jette      | annexe Heysel   | 1972-1973 (5e)  | 11 saisons  | 10e Série A    |
| 14 | Voetbal Club Rotselaar                    | 6909 | Rotselaar  | ???             | 1974-1975 (3e)  | 3 saisons   | 6e Série A     |
| 15 | Koninklijke Football Club Izegem          | 935  | Izegem     | Gemeentelijk    | 1976-1977 (1re) | 14 saisons  | Prom. A 1re    |
| 16 | Voetbal Club Jong Lede                    | 3957 | Lede       | ???             | 1976-1977 (1re) | 1 saison    | Prom. B 1re    |

#### Localisation des clubs
| \| Merksem Willebroek Izegem Lauwe Menin Alost Lede Rotselaar Zele Zottegem Audenarde Jette Crossing MER Mons Tirlemont \| Localisation des clubs engagés en Division 3A 1976-1977 |
| Merksem Willebroek Izegem Lauwe Menin Alost Lede Rotselaar Zele Zottegem Audenarde Jette Crossing MER Mons Tirlemont                                                               |

### Série B
| #  | Nom                                          | Mat. | Ville       | Stades             | En D3 depuis    | Total en D3 | Saison précéd. |
| -- | -------------------------------------------- | ---- | ----------- | ------------------ | --------------- | ----------- | -------------- |
| 1  | Royal Tilleur Football Club                  | 21   | Tilleur     | de Buraufosse      | 1976-1977 (1re) | 2 saisons   | Division 2 15e |
| 2  | Royal Football Club Sérésien                 | 17   | Seraing     | du Pairay          | 1975-1976 (2e)  | 22 saisons  | 6e Série B     |
| 3  | Koninklijke Sporting Club Hasselt            | 37   | Hasselt     | Stedelijke         | 1966-1967 (11e) | 21 saisons  | 3e Série B     |
| 4  | Union Royale Namur                           | 156  | Namur       | des Champs-Élysées | 1967-1968 (10e) | 32 saisons  | 5e Série B     |
| 5  | Royal Cercle Sportif Andennais               | 307  | Andenne     | Julien Pappa       | 1974-1975 (3e)  | 13 saisons  | 2e Série B     |
| 6  | Koninklijke Football Club Verbroedering Geel | 395  | Geel        | Leunen             | 1974-1975 (3e)  | 5 saisons   | 13e Série B    |
| 7  | Koninklijke Voetbal Vereniging Looi Sport    | 565  | Tessenderlo | ???                | 1972-1973 (5e)  | 10 saisons  | 7e Série B     |
| 8  | Koninklijke Football Club Dessel Sport       | 606  | Dessel      | Lorze              | 1970-1971 (7e)  | 7 saisons   | 11e Série B    |
| 9  | Royale Jeunesse Sportive Bas-Oha             | 1654 | Bas-Oha     | Louis Manne        | 1974-1975 (3e)  | 3 saisons   | 14e Série B    |
| 10 | Witgoor Sport Dessel                         | 2065 | Dessel      | Jef Luyten         | 1968-1969 (9e)  | 9 saisons   | 9e Série B     |
| 11 | Hoeselt Voetbal Vereniging                   | 2146 | Hoeselt     | Caetsbeek          | 1973-1974 (4e)  | 6 saisons   | 8e Série B     |
| 12 | Vrij en Vlug Overpelt-Fabriek                | 2554 | Overpelt    | De Leukens         | 1957-1958 (20e) | 20 saisons  | 4e Série B     |
| 13 | Sport Kring Bree                             | 2583 | Brée        | SK Bree            | 1975-1976 (2e)  | 2 saisons   | 10e Série B    |
| 14 | Zonhoven Vrij & Vlug                         | 2780 | Zonhoven    | De Basvelde        | 1974-1975 (3e)  | 3 saisons   | 12e Série B    |
| 15 | Royal Wavre Sport                            | 79   | Wavre       | ???                | 1976-1977 (1re) | 5 saisons   | Prom. D 1re    |
| 16 | Wit-Ster Beverst                             | 2727 | Beverst     | Zonhoevestraat     | 1976-1977 (1re) | 1 saison    | Prom. C 1re    |

#### Localisations - Série B
| \| Witgoor Dessel Sp. Geel Looi Overpelt Bree Hasselt Hoeselt Zonhoven Beverst Wavre Tilleur Seraing Namur B-O Andenne \| Localisation des clubs engagés en Division 3B 1976-1977 |
| Witgoor Dessel Sp. Geel Looi Overpelt Bree Hasselt Hoeselt Zonhoven Beverst Wavre Tilleur Seraing Namur B-O Andenne                                                               |

## Classements et Résultats
Légende
- Champion de Division 3 1977 et promu en Division 2 la saison suivante
- Club devant disputer un match de barrage pour son maintien en Division 3
- Club relégué en Promotion pour la saison suivante

Abréviations
 : club promu de Promotion depuis la saison précédente

 : club relégué de Division 2 depuis la saison précédente

### Classement final - Série A
| Rang | Équipe                         | Pts | J  | G  | N  | P  | Bp | Bc | Diff |
| ---- | ------------------------------ | --- | -- | -- | -- | -- | -- | -- | ---- |
| 1    | K. SC EEENDRACHT AALST         | 40  | 30 | 18 | 4  | 8  | 47 | 31 | +16  |
| 2    | K. FC Izegem                   | 39  | 30 | 14 | 11 | 5  | 50 | 26 | +24  |
| 3    | K. Hoger-Op Merchtem           | 36  | 30 | 14 | 8  | 8  | 45 | 35 | +10  |
| 4    | R. Crossing Club de Schaerbeek | 33  | 30 | 13 | 7  | 10 | 43 | 32 | +11  |
| 5    | VC Rotselaar                   | 32  | 30 | 11 | 10 | 9  | 34 | 37 | -3   |
| 6    | Racing Jet Bruxelles           | 32  | 30 | 10 | 12 | 8  | 33 | 27 | +6   |
| 7    | K. Willebroekse SV             | 31  | 30 | 13 | 5  | 12 | 49 | 42 | +7   |
| 8    | K. FC Eendracht Zele           | 30  | 30 | 12 | 6  | 12 | 31 | 32 | -1   |
| 9    | K. SV Oudenaarde               | 29  | 30 | 9  | 11 | 10 | 33 | 35 | -2   |
| 10   | K. RC Tienen                   | 29  | 30 | 8  | 13 | 9  | 42 | 38 | +4   |
| 11   | K. SC Menen                    | 29  | 30 | 8  | 13 | 9  | 26 | 35 | -9   |
| 12   | R. AEC Mons                    | 28  | 30 | 8  | 12 | 10 | 34 | 42 | -8   |
| 13   | VC Jong Lede                   | 27  | 30 | 9  | 9  | 12 | 40 | 41 | -1   |
| 14   | K. SV Sottegem                 | 27  | 30 | 7  | 13 | 10 | 29 | 36 | -7   |
| 15   | K. Merksem SC                  | 22  | 30 | 8  | 6  | 16 | 33 | 52 | -19  |
| 16   | WSC Lauwe                      | 16  | 30 | 3  | 10 | 17 | 22 | 50 | -28  |

#### Résultats des rencontres
Avec seize clubs engagés, 240 matches sont au programme de la saison.
| Résultats (▼dom., ►ext.)                                   | CRO | AAL | IZE | LAU | LED | MEN | MER | MSC | MON | OUD | RJB | ROT | TIE | WIL | ZEL | ZOT |
| R. Crossing Cl. Schaerbeek                                 |     | 4-0 | 0-4 | 2-0 | 0-1 | 3-2 | 1-1 | 1-2 | 4-1 | 0-0 | 2-2 | 0-1 | 2-2 | 4-0 | 2-0 | 0-0 |
| K. SC Eendracht Aaslt                                      | 1-0 |     | 0-0 | 3-1 | 1-0 | 2-0 | 4-1 | 3-1 | 1-3 | 2-1 | 4-0 | 2-1 | 1-0 | 2-2 | 3-0 | 2-0 |
| K. FC Izegem                                               | 2-1 | 4-1 |     | 0-1 | 1-0 | 1-2 | 2-0 | 3-0 | 1-1 | 1-1 | 2-1 | 6-0 | 0-0 | 0-3 | 1-0 | 1-1 |
| K. White Star Cl. Lauwe                                    | 0-1 | 1-1 | 0-0 |     | 3-4 | 0-1 | 0-1 | 2-2 | 0-2 | 0-2 | 1-1 | 0-1 | 2-2 | 0-2 | 0-0 | 2-0 |
| VC Jong Lede                                               | 0-2 | 0-1 | 1-1 | 3-0 |     | 2-2 | 1-1 | 2-1 | 1-1 | 2-2 | 3-1 | 1-1 | 2-0 | 4-2 | 3-0 | 2-0 |
| K. SC Menen                                                | 1-0 | 1-3 | 1-3 | 0-0 | 1-1 |     | 2-0 | 0-2 | 0-0 | 1-2 | 0-0 | 0-0 | 0-3 | 1-1 | 2-1 | 3-1 |
| K. Hoger-Op Merchtem                                       | 1-0 | 1-0 | 2-2 | 2-0 | 3-1 | 4-0 |     | 4-0 | 3-1 | 1-3 | 0-0 | 4-1 | 0-3 | 3-1 | 0-0 | 2-0 |
| K. Merksem SC                                              | 1-0 | 0-1 | 3-1 | 0-3 | 2-0 | 1-1 | 4-1 |     | 1-1 | 1-1 | 0-1 | 2-4 | 1-3 | 0-1 | 0-2 | 2-1 |
| R. AEC Mons                                                | 1-3 | 2-0 | 1-1 | 3-0 | 1-0 | 1-2 | 0-3 | 1-1 |     | 1-0 | 0-0 | 0-1 | 4-2 | 0-2 | 3-0 | 0-0 |
| K. SV Oudenaarde                                           | 1-2 | 2-1 | 0-4 | 1-1 | 1-1 | 2-0 | 0-1 | 1-0 | 2-0 |     | 1-1 | 0-1 | 2-0 | 2-0 | 1-1 | 1-1 |
| Racing Jet Bruxelles                                       | 0-0 | 3-1 | 2-0 | 2-0 | 2-0 | 0-0 | 2-0 | 6-1 | 1-1 | 2-1 |     | 0-0 | 2-1 | 2-0 | 0-1 | 0-1 |
| VC Rotselaar                                               | 2-3 | 0-2 | 0-1 | 1-1 | 3-1 | 0-0 | 1-1 | 2-1 | 5-1 | 0-0 | 1-0 |     | 1-1 | 2-1 | 1-0 | 3-3 |
| K. RC Tienen                                               | 2-3 | 2-2 | 1-1 | 6-1 | 3-2 | 0-0 | 1-1 | 1-1 | 1-1 | 1-1 | 1-1 | 2-1 |     | 2-1 | 1-0 | 0-0 |
| K. Willebroekse SV                                         | 2-0 | 0-2 | 0-2 | 2-2 | 2-0 | 1-1 | 1-3 | 2-0 | 6-2 | 3-1 | 2-1 | 2-0 | 2-1 |     | 6-0 | 1-1 |
| K. FC Eendracht Zele                                       | 1-2 | 1-0 | 2-2 | 2-0 | 2-1 | 0-1 | 4-1 | 2-0 | 0-0 | 4-0 | 0-0 | 2-0 | 1-0 | 2-0 |     | 3-1 |
| K. SV Sottegem                                             | 1-1 | 0-1 | 1-3 | 3-1 | 1-1 | 1-1 | 0-0 | 1-3 | 1-1 | 2-1 | 3-0 | 0-0 | 2-0 | 2-1 | 1-0 |     |
| - Victoire à domicile - Match nul - Victoire à l'extérieur |     |     |     |     |     |     |     |     |     |     |     |     |     |     |     |     |

### Classement final - Série B
| Rang | Équipe                       | Pts | J  | G  | N  | P  | Bp | Bc | Diff |
| ---- | ---------------------------- | --- | -- | -- | -- | -- | -- | -- | ---- |
| 1    | K. SC HASSELT                | 43  | 30 | 17 | 9  | 4  | 51 | 26 | +25  |
| 2    | UR Namur                     | 38  | 30 | 13 | 12 | 5  | 33 | 19 | +14  |
| 3    | R. FC Sérésien               | 37  | 30 | 13 | 11 | 6  | 41 | 28 | +13  |
| 4    | K. FC Dessel Sport           | 34  | 30 | 12 | 10 | 8  | 45 | 35 | +10  |
| 5    | K. VV Looi Sport Tessenderlo | 33  | 30 | 12 | 9  | 9  | 42 | 36 | +6   |
| 6    | R. CS Andennais              | 33  | 30 | 11 | 11 | 8  | 32 | 28 | +4   |
| 7    | V&V Overpelt-Fabriek         | 32  | 30 | 11 | 10 | 9  | 42 | 44 | -2   |
| 8    | K. FC Verbroedering Geel     | 32  | 30 | 10 | 12 | 8  | 34 | 36 | -2   |
| 9    | Hoeselt VV                   | 31  | 30 | 12 | 7  | 11 | 40 | 38 | +2   |
| 10   | SK Bree                      | 29  | 30 | 9  | 11 | 10 | 31 | 31 | 0    |
| 11   | R. Wavre Sports              | 27  | 30 | 9  | 9  | 12 | 33 | 41 | -8   |
| 12   | FC Witgoor Sport Dessel      | 26  | 30 | 9  | 8  | 13 | 33 | 35 | -2   |
| 13   | R. Tilleur FC                | 26  | 30 | 7  | 12 | 11 | 30 | 37 | -7   |
| 14   | R. JS Bas-Oha                | 26  | 30 | 6  | 14 | 10 | 35 | 39 | -4   |
| 15   | Wit-Ster Beverst             | 21  | 30 | 8  | 5  | 17 | 33 | 51 | -18  |
| 16   | Zonhoven V&V                 | 12  | 30 | 2  | 8  | 20 | 22 | 53 | -31  |

#### Résultats des rencontres
Avec seize clubs engagés, 240 matches sont au programme de la saison.
| Résultats (▼dom., ►ext.)                                   | AND | B-O | BEV | BRE | DES | HAS | HOE | LOO | URN | OVE | SER | TIL | GEE | WAV | WIT | ZON |
| R. CS Andennais                                            |     | 0-0 | 4-1 | 2-2 | 0-1 | 0-1 | 0-1 | 2-1 | 0-0 | 2-4 | 0-0 | 2-0 | 2-1 | 1-1 | 0-2 | 3-1 |
| R. JS Bas-Oha                                              | 0-0 |     | 4-1 | 1-1 | 3-3 | 0-2 | 1-1 | 1-4 | 0-1 | 1-1 | 3-0 | 2-2 | 2-2 | 2-1 | 2-2 | 3-1 |
| Wit-Ster Beverst                                           | 0-0 | 2-3 |     | 1-0 | 1-1 | 0-3 | 1-2 | 2-1 | 0-1 | 2-3 | 1-3 | 0-2 | 1-2 | 0-2 | 0-1 | 0-3 |
| SK Bree                                                    | 2-1 | 0-0 | 1-2 |     | 0-0 | 0-1 | 1-1 | 1-0 | 1-1 | 1-2 | 3-0 | 2-0 | 1-1 | 0-1 | 2-1 | 2-2 |
| K. FC Dessel Sport                                         | 4-0 | 2-1 | 1-3 | 1-1 |     | 3-2 | 2-0 | 2-1 | 1-2 | 4-2 | 1-1 | 1-2 | 2-1 | 1-1 | 1-1 | 3-0 |
| K. SC Hasselt                                              | 1-1 | 2-1 | 2-3 | 3-1 | 1-1 |     | 1-2 | 3-2 | 3-1 | 3-1 | 0-0 | 1-1 | 4-1 | 2-0 | 3-0 | 1-0 |
| Hoeselt VV                                                 | 0-1 | 1-1 | 2-0 | 1-2 | 0-1 | 1-3 |     | 4-4 | 3-1 | 3-1 | 2-1 | 2-1 | 1-1 | 1-1 | 0-1 | 3-1 |
| K. VV Looi Sport                                           | 0-2 | 1-0 | 2-2 | 1-0 | 1-0 | 0-0 | 2-0 |     | 0-2 | 1-2 | 2-1 | 2-0 | 4-2 | 1-1 | 0-0 | 2-1 |
| UR Namur                                                   | 0-1 | 1-0 | 2-0 | 1-0 | 1-0 | 0-0 | 2-0 | 1-1 |     | 0-0 | 2-0 | 1-1 | 0-0 | 4-1 | 3-0 | 0-0 |
| V&V Overpelt-Fabriek                                       | 1-1 | 3-2 | 0-1 | 1-1 | 2-1 | 1-1 | 0-1 | 1-1 | 1-1 |     | 1-4 | 0-3 | 1-1 | 1-0 | 3-2 | 2-0 |
| R. FC Sérésien                                             | 0-1 | 0-0 | 2-1 | 2-0 | 2-0 | 1-1 | 2-1 | 2-0 | 1-1 | 2-2 |     | 3-0 | 1-0 | 2-2 | 1-0 | 3-0 |
| R. Tilleur FC                                              | 0-0 | 0-1 | 0-0 | 0-0 | 0-0 | 1-1 | 2-1 | 2-3 | 0-1 | 1-2 | 2-3 |     | 2-2 | 2-1 | 0-3 | 1-0 |
| K. FC Verbroedering Geel                                   | 0-0 | 1-1 | 1-1 | 2-0 | 1-0 | 3-1 | 2-2 | 1-1 | 1-0 | 1-0 | 0-2 | 0-2 |     | 3-2 | 1-0 | 0-0 |
| R. Wavre Sports                                            | 2-3 | 1-0 | 0-3 | 1-2 | 1-1 | 1-2 | 1-0 | 0-2 | 2-1 | 0-2 | 1-1 | 1-1 | 2-0 |     | 1-1 | 3-2 |
| Witgoor Sport Dessel                                       | 0-2 | 3-0 | 2-0 | 1-2 | 3-4 | 0-1 | 0-2 | 0-0 | 1-1 | 1-0 | 1-1 | 2-2 | 0-1 | 0-1 |     | 3-1 |
| Zonhoven V&V                                               | 2-1 | 0-0 | 1-4 | 0-2 | 1-3 | 0-2 | 1-2 | 1-2 | 1-1 | 2-2 | 0-0 | 0-0 | 1-2 | 0-1 | 0-2 |     |
| - Victoire à domicile - Match nul - Victoire à l'extérieur |     |     |     |     |     |     |     |     |     |     |     |     |     |     |     |     |

## Désignation du «Champion de Division 3»
Le titre de « Champion de Division 3 » est attribué après une confrontation aller/retour entre les vainqueurs de chacune des deux séries.
| 19 mai 1977            | K. SC Eendracht Aalst | K. SC Hasselt         | 0-3 |  |  |
| 21 mai 1977            | K. SC Hasselt         | K. SC Eendracht Aalst | 7-1 |  |  |
| K. SC Hasselt champion |                       |                       |     |  |  |

Précisons que ce mini-tournoi n'a qu'une valeur honorifique et n'influe pas sur la montée. Les deux champions de série sont promus.

## Barrage des deuxièmes
Un match de barrage est organisé entre les deuxièmes des deux séries pour désigner le troisième club montant éventuel.
| Date        | Domicile     | Déplacement | Résultat 90 min | Résultat 120 min | Remarques                 |
| ----------- | ------------ | ----------- | --------------- | ---------------- | ------------------------- |
| 22 mai 1977 | K. FC Izegem | UR Namur    | 0-3             |                  | Terrain du K. HO Merchtem |

Aucune place ne se libère, l'UR Namur n'est pas promue.

## Barrage des quinzièmes
Un match de barrage est organisé entre les quinzièmes des deux séries pour désigner un repêché éventuel.
| Date        | Domicile      | Déplacement      | Résultat 90 min | Résultat 120 min | Remarques                           |
| ----------- | ------------- | ---------------- | --------------- | ---------------- | ----------------------------------- |
| 22 mai 1977 | K. Merksem SC | Wit-Ster Beverst | 6-1             |                  | Terrain du FC Verbroedering Meehout |

Aucune circonstance particulière n'entraîne le repêchage d'une équipe, le K. Merksem SC est relégué comme prévu.

## Meilleurs buteurs
- Série A : ?
- Série B : ?

## Récapitulatif de la saison
- Champion Série A: K. SC Eendracht Aalst (3e titre au 3e niveau)
- Champion Série B: K. SC Hasselt (3e titre au 3e niveau - les deux premiers conquis sous le nom d'Excelsior FC)

- Dix-septième titre au 3e niveau pour la Province de Flandre orientale
- Dix-neuvième titre au 3e niveau pour la Province de Limbourg

| Région flamande (21)            | Région flamande (21) | Province de Brabant (6)      | Province de Brabant (6) | Région wallonne (5)    | Région wallonne (5) |
| ------------------------------- | -------------------- | ---------------------------- | ----------------------- | ---------------------- | ------------------- |
| Province d'Anvers               | 5                    | Région de Bruxelles-Capitale | 2                       | Province de Hainaut    | 0                   |
| Province de Flandre-Occidentale | 3                    | Province du Brabant flamand  | 3                       | Province de Liège      | 3                   |
| Province de Flandre-Orientale   | 5                    | Province du Brabant wallon   | 1                       | Province de Luxembourg | 0                   |
| Province de Limbourg            | 8                    |                              |                         | Province de Namur      | 2                   |

1. ↑  Au niveau footballistique, la province de Brabant est toujours unitaire malgré sa partition territoriale en 1995.

### Admission et relégation
- L'Eendracht Alost et Hasselt sont promus en Division 2 d'où sont relégués Eupen et Turnhout.

- Beverst, Lauwe, Merksem et Zonhoven sont renvoyés en Promotion et sont remplacés par Harelbeke, Herentals, Marchienne et Wuustwezel.

### Débuts en Division 3
Deux clubs font leurs débuts en Division 3 cette saison. Ils portent à 236 le nombre de clubs différents à apparaître à ce niveau.
- VC Jong Lede est le 22e club flandrien oriental à évoluer à ce niveau.
- Wit-Ster Beverst est le 25e club limbourgeois à évoluer à ce niveau.

### Bilan de la saison
| Championnat de Belgique de football de troisième division 1976-1977 |                       |
| Champion                                                            | K. SC Hasselt         |
| Dauphin                                                             | K. SC Eendracht Aalst |
| Promotions et relégations                                           |                       |
| Promus en Division 2                                                | K. SC Hasselt         |
| Promus en Division 2                                                | K. SC Eendracht Aalst |
| Relégués en Division 3                                              | AS Eupen              |
| Relégués en Division 3                                              | K. FC Turnhout        |